# (13583) Bosret
(13583) Bosret (1993 TN18) – planetoida z grupy pasa głównego asteroid okrążająca Słońce w ciągu 4,52 lat w średniej odległości 2,73 j.a. Odkryta 9 października 1993 roku.